# Мистецькі угруповання в Україні
Мистецькі угруповання в Україні — об'єднання митців на території Україні, що мають на меті поширювати мистецтво шляхом організації відповідних подій, зустрічей та проєктів.
Діяльність мистецьких об'єднань відіграла визначну роль у становленні українського національного мистецтва пореволюційної доби. Теоретичні розробки та творча практика об'єднань засвідчили не лише різноманітність мистецьких пошуків, а й становлення та розвиток національного мистецтва на принципово нових засадах і якісно новому естетичному рівні, в тісному й синхронному взаємозв'язку із загальноєвропейськими тенденціями та світовим художнім поступом.
- Асоціація панфутуристів (АСПАНФУ́Т) — літературна організація. Створена 1921 в Києві на базі літературних груп Фламінго, Ударної групи поетів-футуристів та науково-мистецької групи Комкосмос. Засновник Аспанфут — М. Семенко.[2]
- АРМУ (Асоціа́ція революці́йного мисте́цтва Украї́ни) — творче об'єднання українських радянських художників, засновано наприкінці 1925 у Києві. Об'єднувала художників різних стилістичних течій і груп. Після 1927 провідне місце в ній посіли прихильники та учні Михайла Бойчука.
- Асоціація українських письменників (АУП) — всеукраїнська громадська творча організація. Заснована 6 березня 1997 у Києві. Проголосила своїми критеріями фаховість, подолання колоніального синдрому в українській літературі, відкритість стильовим та світоглядним надбанням 20 ст.[3]
- АХЧУ (Асоціа́ція худо́жників Черво́ної Украї́ни) — творче об'єднання українських радянських художників, що діяло у 1920-х роках.[4]
- Бу-Ба-Бу (Бурлеск-Балаган-Буфонада) — літературне угруповання, засноване 17 квітня 1985 року у Львові. До його складу входять Юрій Андрухович, Віктор Неборак та Олександр Ірванець. Перший публічний вечір Бу-Ба-Бу відбувся наприкінці 1987 року в Києві. Період найактивнішої діяльності Бу-Ба-Бу (23 концертні поетичні вечори) припав на 1987—1991 роки. Літугруповання стало втіленням карнавального необарокового мислення, притаманного метаісторичній карнавальній культурі людства.
- ВУСПП (Всеукраїнська спілка пролетарських письменників) — літературна організація, заснована наприкінці 1926 року. Утворилася із членів літературної організації Гарт, що не ввійшли після її розпаду до ВАПЛІТЕ, а також зі членів організацій Плуг, Жовтень і пролетарського письменницького молодняку. ВУСПП прагнув узяти під контроль усе літературне життя і перебирав на себе роль прямого речника партії в літературних справах (його політику фактично визначали керівники організації — І. Кулик, В. Коряк, І. Микитенко, І. Кириленко).
- ДЗИҐА — Місією артцентру є послідовна підтримка, розвиток і популяризація сучасного мистецтва. Дзиґа декларує пошук складних та актуальних мистецьких практик. Артцентр Дзиґа є експериментальним майданчиком для молодих митців та відкритим простором для пізнання мистецтва.[5]
- Західна Україна — літературна організація, діяла 1925—1933 у Харкові. Спочатку це була секція Спілки селянських письменників Плуг. Від квітня 1926 — окрема літературна організація, що об'єднувала понад 50 письменників і художників — вихідців із західноукраїнських земель в Києві, Одесі, Дніпропетровську, Полтаві. Очолювали Західну Україну Дмитро Загул, згодом — Мирослав Ірчан.[6]
- Лугосад  (ЛуГоСад) — літературна група, яку складали Іван Лучук, Назар Гончар, Роман Садловський. Створена 19 січня 1984 р. у Львові. ЛУГОСАД займає виняткове місце в українському літературному процесі 80-90х років минулого століття. Позиціонуючи себе як явище марґінальне, лугосадівці насправді потрапили до фарватеру літературного процесу зміни епох, створивши прецедент поетичного угруповання із власною естетикою та літературномистецькою ідеологією, із власним канонічним корпусом поетичних текстів.
- Майстерня Революційного Слова (МАРС) — літературне об'єднання. Засноване в Києві 1924 року під назвою Ланка, яке згодом було перейменоване на МАРС. Існувало протягом 1924—1934 рр. Учасників репресували. В.Бер (Петров) пише про цю літературну організацію так: Ланка-Марс для Києва була тим, чим для Харкова була Вапліте-Пролітфронт: чільною організацією, що об'єднувала переважну більшість письменників цього міста, зазначаючи, що своєю мистецькою вагою вона не поступалася ВАПЛІТЕ[7].
- Нова дегенерація — літературне угруповання за участю Івана Андрусяка, Степана Процюка та Івана Ципердюка.[8] Митці схилялися до активної розробки постмодерної естетики у взаємодії з виразним національним колоритом.
- НУРТ — Мистецьке об'єднання, організатор різноманітних проектів та фестивалів у сфері сучасного мистецтва.[9]
- ОСМУ (Об'єднання сучасних митців України) — творче об'єднання українських художників, що існувало з 1927 по 1932 рік.[10]
- ПЛАЙ — утворилось у 2019 році, й встигло реалізувати чимало проектів. Фактична діяльність організації почалась із ініціативної групи, яка у 2018 році.[11]
- Товари́ство худо́жників і́мені Киріа́ка Костанді́ — об'єднання митців-реалістів та аматорів мистецтва, в основному колишніх членів Товариства південноросійських художників, що стояли на позиціях передвижництва. Діяло в Одесі 1922–1929. Названо на честь Киріака Костанді, який помер 1921, а до того очолював Товариства південноросійських художників.[12]
- УМО (Украї́нське мисте́цьке об'є́днання) — мистецька організація, що діяла у 1929–1931 роках у Києві та об'єднувала мистців-реалістів старшого покоління, які вийшли з Асоціації художників Червоної України. Гасло організації — Мистецтво в маси.[13]
- Фламінго — українське літературно-мистецьке об'єднання авангардистів та символістів, засноване Михайлем Семенком у Києві в 1919 році. До його складу входили письменники Ґео Шкурупій, Володимир Ярошенко, Олекса Слісаренко, художник Анатолій Петрицький. Угрупування Фламінго засвідчувало завершення етапу кверофутуризму в українському авангардизмі.[14]
- Червона фіра — літературна корпорація харківських поетів Сергія Жадана, Р. Мельникова та І. Пилипчука, створена у 1991 р. Літературною концепцією Червоної Фіри згідно із заявами її членів став неофутуризм.[15]
- ЧервонеЧорне — мистецьке об'єднання, метою якого є сприяти просуванню сучасного мистецтва України, досліджувати його взаємозв'язки, етапи розвитку, документувати ці процеси, створювати дискусійну платформу для міжкультурного діалогу, формувати новий імідж України завдяки співпраці з міжнародними художниками та профільними інституціями.[16]
- Шлях — молодіжне мистецьке об'єднання, перше позасистемне (неформальне) мистецьке згуртування у Львові після 1944 року. Члени Шляху проголосили себе продовжувачами АНУМ і, відповідно, поклали собі за місію боротьбу із провінційністю, плагіатом, дилетантством, кар'єризмом у мистецтві (слова з маніфесту АНУМ).[17]
- Щогла — формація, яка має на меті просування сучасного українського мистецтва, літератури, поезії. Ми віримо в потенціал українських письменників, художників, музикантів і допомагаємо привернути увагу до сучасного мистецького процесу за допомогою проектів, що створюються на межі технологій і жанрів.[18]